# Walensee
Walensee, také Walenstadtské jezero nebo Lag Rivaun, je jezero ve Švýcarsku. Nachází se na hranici kantonů St. Gallen a Glarus, na pobřeží leží město Walenstadt. Má rozlohu 24,1 km² a nadmořskou výšku 419 m, rozloha povodí činí 1061 km². Maximální hloubka dosahuje 145 m a celkový objem vody je 2,52 km³. Jezero je obklopeno horami, které jeho hladinu převyšují až o tisíc metrů – díky tomu teplota vody v jezeře nepřesahuje ani v létě 20 °C. Pro svoji průzračnou vodu je jezero vyhledáváno sportovními potápěči.
Do jezera se vlévá řeka Seez. Počátkem devatenáctého století byl vybudován Escherkanal, který propojil Walensee s řekou Linth. Jediným ostrovem na jezeře je Schnittlauchinsel, dlouhý 80 metrů a široký 20 metrů. Na břehu jezera se nachází otevřená scéna Walensee-Bühne, využívaná k hudebním vystoupením.
Název jezera je odvozen od výrazu „walhaz“, kterým Germáni označovali Římany (jezero tvořilo ve starověku hranici Římské říše).
Ferenc Liszt byl pobytem u jezera inspirován k napsání skladby Au lac de Wallenstadt z cyklu Années de pèlerinage.